# Экхофф, Стиан
Стиа́н Кампенхёуг Э́кхофф (норв. Stian Kampenhaug Eckhoff; род. 3 сентября 1979 года, Тронхейм) — норвежский биатлонист, чемпион мира 2005 года в эстафете.

## Биография
Биатлоном начал заниматься с 10 лет. Выступал на юниорских соревнованиях, а в 1999 году завоевал первую медаль на чемпионате мира среди юниоров. После этого, в сезоне 1999/2000 он дебютировал в Кубке мира. Постепенно улучшая свои результаты, ему удалось несколько раз попасть на подиумы этапов Кубка мира. В 2005 году Стиан завоевал золотую медаль чемпионата мира в составе эстафетной команды Норвегии.
2 сентября 2009 года принял решение завершить спортивную карьеру.
Младшие сестры Стиана Кайя и Тириль также занимаются биатлоном. Тириль выиграла золото в смешанной эстафете и бронзы в эстафете и в масс-старте на Олимпийских играх 2014 года в Сочи.

## Кубок мира
- 1999—2000 — 59-е место (7 очков)
- 2000—2001 — 65-е место (18 очков)
- 2001—2002 — 27-е место (198 очков)
- 2002—2003 — 11-е место (432 очка)
- 2003—2004 — 11-е место (492 очка)
- 2004—2005 — 10-е место (579 очков)
- 2005—2006 — 19-е место (339 очков)
- 2006—2007 — 22-е место (306 очков)
- 2007—2008 — 43-е место (86 очков)
- 2008—2009 — 67-е место (72 очка)